# دولوريس سوتون
دولوريس سوتون (بالإنجليزية: Dolores Sutton)‏ هي كاتِبة وممثلة أمريكية، ولدت في 4 فبراير 1927 في نيويورك في الولايات المتحدة، وتوفيت في 11 مايو 2009 في Lillian Booth Actors Home ‏ في الولايات المتحدة بسبب سرطان.

## وصلات خارجية
- دولوريس سوتون على موقع IMDb (الإنجليزية)
- دولوريس سوتون على موقع قاعدة بيانات برودواي على الإنترنت (الإنجليزية)
- دولوريس سوتون على موقع قاعدة بيانات الفيلم (الإنجليزية)